# Агер Акече
Агер Акече (ісп. Ager Aketxe Barrutia, нар. 30 грудня 1993, Більбао) — іспанський футболіст, півзахисник «Альмерії».
Виступав за молодіжну збірну Іспанії.

## Клубна кар'єра
Народився 30 грудня 1993 року в місті Більбао. Вихованець футбольної школи клубу «Атлетік Більбао». З 2003 року виховувався в Лезама-центрі для юнаків баскської кантери, вперше одягнув футболку «левів святого Мамаса», на офіційному рівні, в 2011 році. 
У дорослому футболі дебютував 2011 року виступами за команду клубу «Басконія», в якій провів один сезон, взявши участь у 33 матчах чемпіонату. 
Своєю грою за цю команду привернув увагу представників тренерського штабу клубу «Більбао Атлетік», до складу якого приєднався 2012 року. Відіграв за дублерів клубу з Більбао наступні чотири сезони. Більшість часу, проведеного у складі «Більбао Атлетіка», був основним гравцем команди.
2014 року уклав контракт з клубом «Атлетік Більбао», у складі якого провів наступні три роки  футбольної кар'єри. 
На початку 2017 року був відданий в оренду до команди клубу «Кадіс».
До складу клубу «Атлетік Більбао» повернувся того ж таки 2017 року. Утім місця в складі команди з Більбао не отримав і провів у її складі ще лише 3 матчі в національному чемпіонаті.
Згодом грав у Канаді за «Торонто», після чого повернувся на батьківщину і захищав кольори «Кадіса» та «Депортіво».
7 вересня 2020 року уклав дворічну угоду з «Альмерією».

## Виступи за збірну
2013 року залучався до складу молодіжної збірної Іспанії. На молодіжному рівні зіграв у 3 офіційних матчах.

## Титули і досягнення
- Володар Суперкубка Іспанії з футболу (1):

«Атлетік Більбао»:  2015